# 緑春県
緑春県（りょくしゅん-けん）は中華人民共和国雲南省紅河ハニ族イ族自治州に位置する県。

## 行政区画
下部に4鎮、5郷を管轄する。
- 鎮
  - 大興鎮、平河鎮、牛孔鎮、大黒山鎮
- 郷
  - 戈奎郷、大水溝郷、半坡郷、騎馬壩郷、三猛郷